# (11775) Köhler
(11775) Köhler ist ein Asteroid des inneren Hauptgürtels, der am 16. Oktober 1977 von dem niederländischen Astronomenehepaar Cornelis Johannes van Houten und Ingrid van Houten-Groeneveld entdeckt wurde. Die Entdeckung geschah im Rahmen der 3. Trojaner-Durchmusterung, bei der von Tom Gehrels mit dem 120-cm-Oschin-Schmidt-Teleskop des Palomar-Observatoriums aufgenommene Feldplatten an der Universität Leiden durchmustert wurden, 17 Jahre nach Beginn des Palomar-Leiden-Surveys.
Der Asteroid wurde am 1. Mai 2003 nach dem deutschen Biologen Georges J. F. Köhler (1946–1995) benannt. Köhler erhielt 1984 gemeinsam mit Niels Kaj Jerne und César Milstein den Nobelpreis für Physiologie oder Medizin „für Theorien über den spezifischen Aufbau und die Steuerung des Immunsystems und für die Entdeckung des Prinzips der Produktion von monoklonalen Antikörpern“. Nach Niels Kaj Jerne wurde am selben Tag der Asteroid des äußeren Hauptgürtels (11774) Jerne benannt, nach César Milstein ebenfalls am 1. Mai 2003 der Asteroid des äußeren Hauptgürtels (11776) Milstein. Der Komet C/1977 R1 (Kohler) trägt hingegen den Namen seines Entdeckers, des kalifornischen Astronomen Merlin Kohler.